# کاترین اوهارا
کاترین آن اوهارا (به انگلیسی: Catherine Anne O'Hara) (زاده ۴ مارس ۱۹۵۴ میلادی) بازیگر، کمدین، نویسنده و خواننده آمریکایی-کانادایی است. وی دریافت کننده چندین جایزه از جمله جایزه جنی، دو جایزه امی ساعات پربیننده و پنج جایزه هنرهای تصویری کانادا است. وی در سال ۲۰۱۸ به عنوان افسر سفارش کانادا منصوب شد و در سال ۲۰۲۰ با جایزه دستاورد هنری ممتاز هنرهای نمایشی فرماندار کل مفتخر شد. اوهارا اولین بار به عنوان بازیگر در ۱۹۷۴ به عنوان عضوی از گروه کمدی بداهه The Second City در تورنتو مورد توجه قرار گرفت. او اولین نقش مهم تلویزیونی خود را با بازی در کنار جان کندی و دن آیکروید در بازیگران اصلی مجموعه تلویزیونی Coming Up Rosie (1975–1978) به دست آورد. سال بعد، اوهارا و کندی کار در سریال کمدی تلویزیون شهر دوم (۸۴–۱۹۷۶) را آغاز کردند، جایی که او برای هر دو کار خود به عنوان بازیگر کمدی و نویسنده تحسین منتقدان را جلب کرد و برنده جایزه امی ساعات پربیننده برای نویسندگی برجسته برای سریال Variety در سال ۱۹۸۱ شد.

## فیلم‌شناسی
- بیتل جویس (۱۹۸۸)
- تنها در خانه (۱۹۹۰)
- تنها در خانه ۲: گم‌شده در نیویورک (۱۹۹۲)
- کابوس قبل از کریسمس (۱۹۹۳)
- وایت ایرپ (۱۹۹۴)
- مقاله (۱۹۹۴)
- یک پیچ و تاب ساده (۱۹۹۴)
- قصه بلند (۱۹۹۵)
- سیب‌زمینی سرخ‌شده خانگی (۱۹۹۸)
- ادوارد فادواپر دروغ مصلحت‌آمیزی بزرگی گفت (۲۰۰۰)
- حالا که حرف سکس پیش آمد (۲۰۰۱)
- اورنج کانتی (۲۰۰۲)
- سرگذشت ناگوار، داستان‌های لمونی اسنیکت (۲۰۰۴)
- بازی ۶ (۲۰۰۵)
- جوجه کوچولو (۲۰۰۵)
- آن سوی پرچین (۲۰۰۶)
- خانه هیولا (۲۰۰۶)
- برادر خرس ۲ (۲۰۰۶)
- پنه‌لوپه (۲۰۰۶)
- باربی در دوازده پرنسس رقصنده (۲۰۰۶)
- جایی که می‌رویم (۲۰۰۹)
- جایی که موجودات وحشی هستند (۲۰۰۹)
- قاتلین (۲۰۱۰)
- هیولایی در پاریس (۲۰۱۱)
- فرنکن وینی (۲۰۱۲)
- ای.سی.او.دی (۲۰۱۳)
- وقتی مارنی آنجا بود (۲۰۱۴)
- خانواده آدامز (۲۰۱۹)
- منقرض‌شده‌ها (۲۰۲۱)
- المنتال (۲۰۲۳)
- ارگایل (۲۰۲۴)
- بیتل‌جوس ۲ (۲۰۲۴)
- ربات وحشی (۲۰۲۴)